# زبردست (فیلم ۱۹۸۵)
«زبردست» (انگلیسی: Zabardast) فیلمی هندی است که در سال ۱۹۸۵ منتشر شد. از بازیگران آن می‌توان به سانجیو کومار، جایا پرادا و سانی دیول اشاره کرد.